# Combate del río Santiago
El combate del río Santiago fue un enfrentamiento sucedido entre el 2 de agosto de 1941 en el marco de la guerra peruano-ecuatoriana, entre soldados de la guarnición ecuatoriana de Gazipum y tropas peruanas, de la guarnición Subteniente Castro y el puesto Cahuide, saldándose con la victoria de estas últimas.

## Acciones previas
De acuerdo a los informes del subteniente Alberto Vinueza Mazón, desde el 15 de julio había acciones en la zona. Ese día, 2 soldados peruanos, mientras realizaban acciones normales de reconocimiento, fueron capturados y enviados a Méndez, base del batallón Ecuador (al cual pertenecían los soldados de la guarniciones de Huasaga y Gazipum). Durante el interrogatorio, se supo que los planes de la invasión ecuatoriana habían sido descubiertos.
El 25 de julio, una patrulla ecuatoriana de 2 soldados, mientras efectuaban acciones de espionaje en la orilla izquierda del río Santiago, fueron descubiertos por una patrulla peruana, trabándose un pequeño enfrentamiento. Estos incidentes daban aviso a la inminente batalla, a pesar del alto al fuego ecuatoriano. 
Entre el 31 de julio y 1 de agosto de 1941, Huasaga fue atacada por las tropas peruanas comandadas por el capitán Pedro Rivadeneyra, comandante de la guarnición fronteriza Subteniente Castro. Los ecuatorianos resistieron cerca de dos horas. Al finalizar, Alberto Vinueza (junto con otros tres) fue capturado y otros se retiraron a Gazipum, dando parte de lo sucedido en Yaupi.
Convencido de que su puesto sería el siguiente en ser atacado, el subteniente Hugo Ortiz Garcés solicitó refuerzos, escribiendo:

Pido que este Destacamento sea reforzado cuanto antes, ya que está expuesto a correr la misma suerte que la del Destacamento de Yaupi.

Sin embargo, su Comandante y todo el personal del Destacamento de Santiago, resistirán hasta el último instante, sean cuales fueren las circunstancias, cualquier acción del enemigo, así fuera con la vida. Solicito al mismo tiempo, órdenes e instrucciones con referencia a la presente situación y a futuras consecuencias.
Hugo Ortiz Garcés, 1 de agosto de 1941

## El enfrentamiento
El enfrentamiento comenzó a primeras horas de la mañana, cuando las tropas peruanas del puesto Cahuide, reforzados por dos pelotones, atacaron la guarnición de Gazipum, quienes trabaron una defensa desesperada. Rodeado, el subteniente Ortiz Garcés murió en el combate a las 10 a. m., a pesar de que un oficial peruano le conminó rendición. La guarnición resistió pero finalmente fue rodeada e incendiada.
Tras la ofensiva, el cadáver de Hugo Ortiz Garcés fue enterrado con honores por parte de las tropas peruanas, amortajado en la bandera del destacamento.

## Homenajes póstumos
Mediante Decreto Ejecutivo N.º 113 el presidente de la República ascendió póstumamente a Hugo Ortiz al rango de Teniente. Mediante Decreto N.º 1572 se le concedió la condecoración "Estrella Abdón Calderón Primera Clase".
Por Orden General del 29 de octubre del 1941 se denomina al destacamento fronterizo del Río Santiago "Puesto Militar Teniente Ortiz". En entre septiembre y octubre de 1943 los restos de Hugo Ortiz Garcés y sus hombres son exhumados y transportados a Quito donde son depositados con honores militares en el templete de los héroes de la Escuela Superior Militar Eloy Alfaro.
En la ciudad de Cuenca, el Mayor Julio Orellana Barriga, Primer Comandante del Grupo de Caballería "Teniente Ortiz", inauguró el 24 de febrero de 1959 un busto en memoria del héroe. En la ciudad de Quito el 26 de febrero de 1960 se inauguró un monumento en las calles Mariana de Jesús y América.
El 6 de abril de 1992 se inauguró el Colegio Militar Teniente Hugo Ortiz en la ciudad de Guayaquil.